# F. Scott Fitzgerald
Francis Scott Key Fitzgerald (Saint Paul, Minnesota, 1896. szeptember 24. – Hollywood, Kalifornia, 1940. december 21.) az irodalomtörténet szerint a 20. század egyik legjelesebb modernista regény- és novellaírója volt. Az első világháború utáni évek generációjához, az ún. elveszett nemzedékhez tartozott (az elnevezés Gertrude Stein, Franciaországba emigrált amerikai írónőtől származik). Fitzgerald az 1920-30-as éveket a dzsessz korszakának nevezte.
Regényei közül leghíresebb A nagy Gatsby (1925), melynek 1926 óta hat filmfeldolgozása is készült, a legújabb 2013-ban, Leonardo DiCaprio főszereplésével.

## Kezdeti évek
Ír származású, katolikus szülei a felső-középosztályhoz tartoztak. Fitzgerald három keresztnevét (Francis Scott Key) apja rokona, az amerikai himnusz szövegének szerzője után kapta. Mint író, egyszerűen csak F. Scott Fitzgerald néven ismeretes. Anyja, Mary (Molly) McQuillan, egy St. Paul, Minnesota állambeli gazdag fűszerkereskedő lánya volt. Miután férjének bútorgyártási tervei St. Paulban csődöt mondtak, Edward Fitzgerald ügynöki állást vállalt Buffalóban (New York állam) egy fogyasztási cikkeket áruló nagyvállalatnál. Amikor 1908-ban állásából elbocsátották, a család visszatért St. Paulba; az anyagi gondoktól Molly Fitzgerald apai öröksége mentette meg őket.
Fitzgerald a St. Paul Akadémián (St. Paul, Minnesota) tanult 1908-tól 1911-ig. Itt nyomtatták ki első detektívtörténetét az iskola újságjában. 1913-ban beiratkozott a princetoni egyetemre (University of Princeton, New Jersey), ahol barátai közé tartozott Edmund Wilson, a későbbi neves szerkesztő és irodalomkritikus is. 18 éves korában Fitzgerald beleszeretett egy Ginevra King nevezetű 16 éves lányba, akiről később Daisy Buchanant, A nagy Gatsby (The Great Gatsby) című regényének hősnőjét formázta. Mivel mint diák elég gyengén szerepelt, otthagyta az egyetemet és bevonult katonának. Katonasága nem tartott sokáig – a háború röviddel bevonulása után véget ért. Ebben az időben írta A romantikus egoista (The Romantic Egotist) című, az első világháború utáni generációról szóló regényét. A Charles Scribner's Sons kiadó a könyvet visszautasította azzal a megjegyzéssel, hogy amennyiben hajlandó a kéziratot alaposan átdolgozni, újra beküldheti.
1919-ben ismerte meg és jegyezte el Zelda Sayre-t, egy Alabama állambeli felsőbírósági bíró társaságbeli lányát. Hogy életüket anyagilag megalapozza, az eljegyzés után az író New Yorkban állást szerzett magának egy hirdetővállalatnál, emellett novellákat írt. Mindez azonban nem győzte meg Zeldát, hogy Fitzgerald el is tudja majd tartani, így az eljegyzést felbontotta. Az író ekkor visszatért szüleihez St. Paulba, és immár harmadszor újraírta A romantikus egoista című regényét. Ezúttal a Charles Scribner's Sons kiadó a könyvet elfogadta, majd 1920 tavaszán ki is adta Innen az édenen (This Side of Paradise) címmel. A könyv váratlan sikert hozott a 24 éves író számára. Zelda megújította az eljegyzést, és 1920-ban a New York-i St. Patrick katedrálisban megtartották az esküvőt. 1921 októberében lányuk született – Frances Scott Fitzgerald volt egyetlen gyermekük.
Miután a házaspár New Yorkban letelepedett, Fitzgerald belekezdett második regényébe. A Szépek és átkozottak (The Beautiful and Damned) egy jómódú férfi életének elemzése – házassága, feleségéhez való viszonya, katonai szolgálata, alkoholizmusa, egész egyénisége nagyító alá kerül. A történetben a '20-as évek társadalmi céltalansága dominál. 1923-ban színdarabot írt The Vegetable címmel. A darab megbukott. Fitzgerald irodalmi tekintélye, amire annyira vágyott, valahogy egyre elkerülte; a Zeldával folytatott extravagáns életmódjuk miatt a kritikusok nem tekintették komoly írónak. A korabeli időkről így írt "A Dzsessz korszak visszhangjai" ("Echoes of the Jazz Age") című esszéjében: "Korunk, a dzsessz kora, a csodák, a művészetek, a túlzások, és a szatíra kora volt."

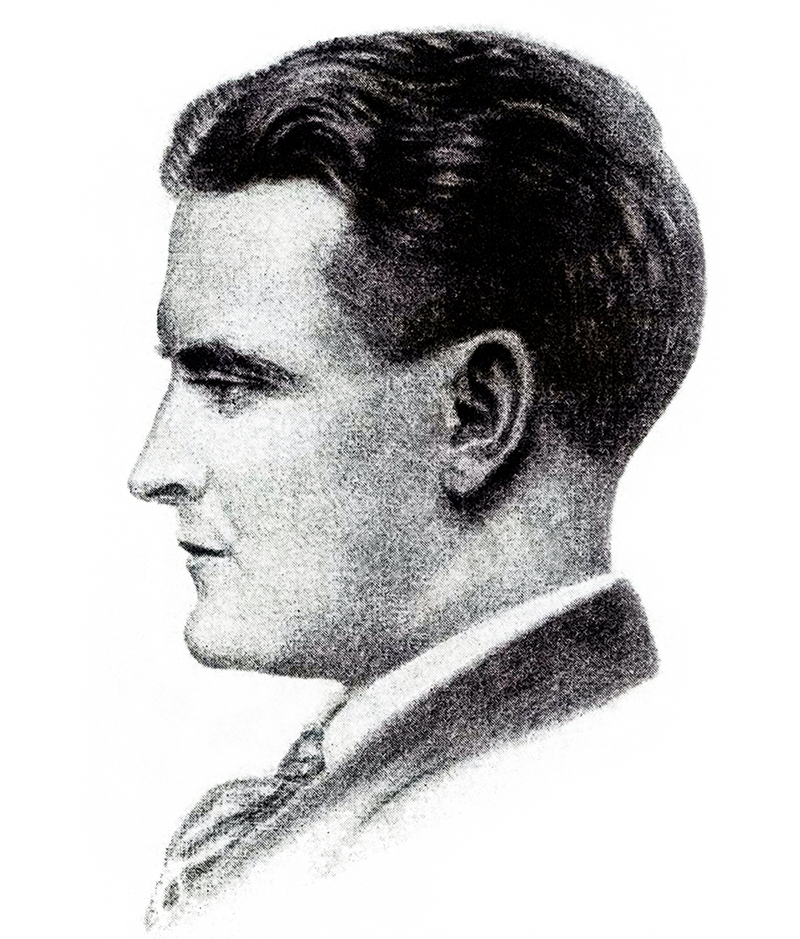
F. Scott Fitzgerald 1921-ben

## Írói vénája
Manapság Fitzgeraldot a modernizmus követőjének fogják fel, főképpen témái miatt: a törekvés, a szerelem, a veszteség, az élet elkerülhetetlen változásai foglalkoztatták. Alkoholizmusa és nagyvilági életmódja miatt kritikusai mint írót felelőtlenséggel vádolták, holott míg írt nem ivott, és szinte túlzott lelkiismerettel javította, írta újra munkáit. Elbeszélői nézőpontja következetes és kontrollált. Naturalista stílusa világos, színes és szellemes, strukturális szempontból történeteit biztonsággal kezeli, mint például A nagy Gatsby-ben (The Great Gatsby).

## A dzsesszkorszak
Fitzgerald írói fejlődésében a húszas évek voltak a legjelentősebbek. 1924-25 telét a házaspár Rómában töltötte, ahol Fitzgerald nekilátott A nagy Gatsby átdolgozásának, de sokra nem ment vele. Ez idő tájt Zelda balett-táncosnőnek készült olyan nagyfokú intenzitással, hogy fizikailag és szellemileg az összeroskadás szélén állt. 1929 tavaszán Franciaországba utaztak. Zeldát itt érte első idegösszeroppanása 1930-ban. 1931 őszén visszatértek Amerikába. A nagy Gatsby regényét, – melyet mint mesterművet emleget az irodalomtörténet és az olvasóközönség egyaránt – 1925-ben publikálták. A szegény származású, pénztelen Gatsby az „amerikai álom” rabja lett. Mindenáron meg akarta hódítani szerelmét, a gazdag és elkényeztetett Daisy Buchanant. Mire Gatsby gyanús üzleti manővereken keresztül végre gazdag lett, Daisy már Tom Buchanan, egy gazdag és befolyásos férfi felesége volt. Gatsbynak pénze már volt, de társadalmi rangja nem, később sem lett. A harcot azonban nem adta fel – a Daisy-ért való küzdelem a tragikusan végződő regény központi konfliktusa.
Ezekben az időkben Fitzgerald többször is meglátogatta Európát, különösen Párizst és a francia Riviérát. Párizsban összebarátkozott az ott élő amerikai írókkal. Közöttük volt Ernest Hemingway, aki komolyan vette Fitzgeraldot mint írót, csodálta A nagy Gatsby művét. „Ha egy ilyen jó könyvet tudott írni, biztos voltam abban, még jobbat is fog produkálni.”- mondta. A Vándorünnep (A Moveable Feast) című könyvében így írt Fitzgeraldról: „Tehetsége annyira természetes volt, mint a lepkeszárnyon a minta. De ennek ugyanúgy nem volt tudatában mint a lepke, és annak sem, amikor a minta lesöprődött vagy meghibásodott. Később észrevette, hogy szárnyai megsérültek; megtanult gondolkozni, de repülni már nem tudott, mert a repülés vágyát elvesztette—csak arra tudott emlékezni, valamikor milyen könnyen tudott szárnyalni.” Amit Hemingway könyvében róla írt, csak hozzájárult ahhoz a mítoszhoz, hogy Fitzgerald elvesztette önkontrollját, és hogy mindezt Zeldának köszönhette. Bár Hemingway leírásának nagy része igaz, állításait barátjában való csalódása is befolyásolta, azonkívül írói féltékenysége, mely úton-útfélen megnyilvánult minden élő, sőt némely már rég halott íróval szemben is. Csalódása legnyilvánvalóbb bizonyítékát The Green Hills of Africa című könyvében lehet megtalálni, melyben kifejezetten utal Fitzgeraldra, mint az egyik tönkretett amerikai íróra. Hemingway szinte sokkban volt, amikor elolvasta Fitzgerald saját riportját arról, mekkora nehézségébe került összehoznia az 1930-as évekről szóló esszéit, melyet Edmund Wilson szerkesztésében 1945-ben adtak ki The Crack-Up címmel.
Hemingway nem jött ki jól Zeldával. Azt állította, hogy egyenesen biztatta férjét az ivásra, hogy elterelje a figyelmét nemcsak a regényírásról, hanem még novelláiról is, melyeket folyóiratoknak próbált eladni. Ez a „kurválkodás”, ahogyan a novellákkal való házalást Fitzgerald, majd Hemingway is nevezte, fájó pontja volt a két író barátságának. Fitzgerald bevallotta, hogy először mindig hitelt érdemlő formában kezdte meg novelláit, de aztán kiegészítette valamilyen bizarr részlettel vagy csattanóval, csak azért hogy eladhatóbbá tegye őket.
Fitzgerald és Zelda házassága a valóságban keveréke volt a negatívnak és a pozitívnak. Fitzgerald írásaiban sokszor felhasználta felesége sokszínű, lobbanékony egyéniségét, időnként részeket idézve annak leveleiből vagy naplójából. (Zelda maga is táplált írói ambíciókat, de kitartása nem volt hozzá.) Férjére gyakorolt rossz hatása többnyire eltúlzott. Sokan elfelejtik, hogy Fitzgerald az elkényeztettet Daisy Buchanant A nagy Gatsbyban első szerelméről, Ginevra Kingről mintázta. Vagy legalábbis részben.

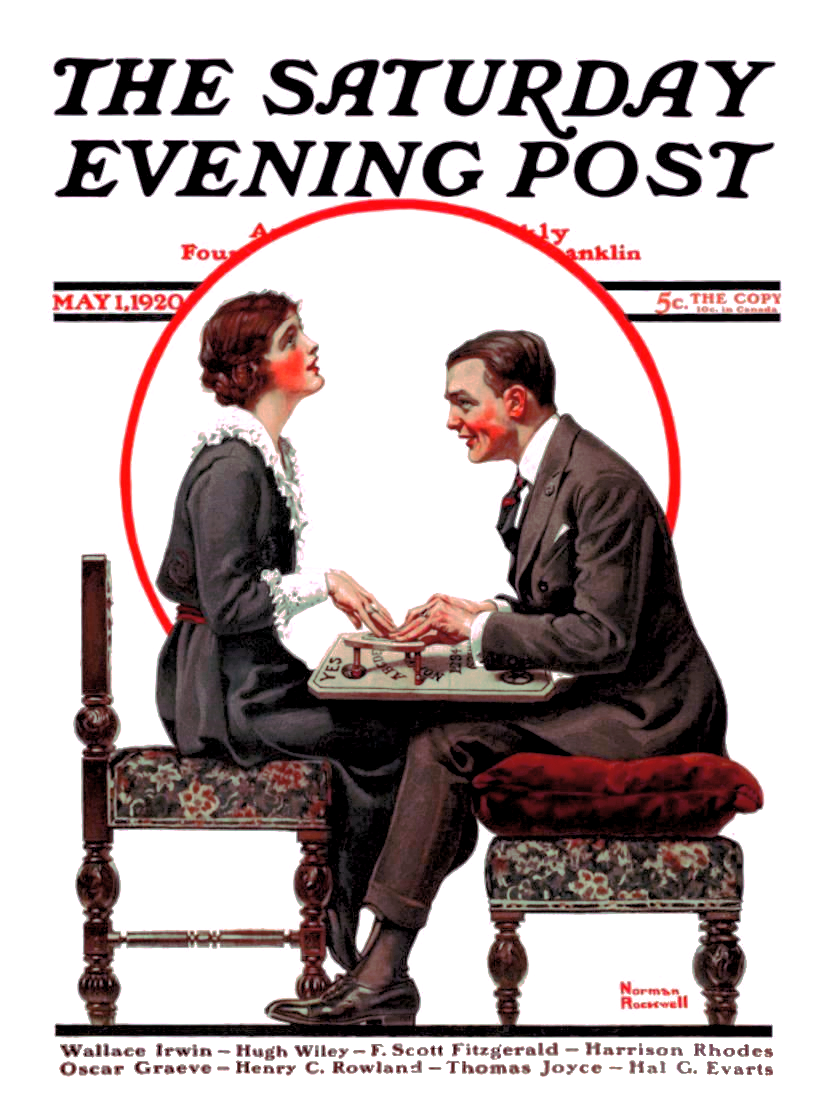
Fitzgerald gyakran írt novellákat The Saturday Evening Post című folyóiratnak

Míg Fitzgerald igazán regényt szeretett írni, első regényéből nem folyt be elég pénz ahhoz, hogy fedezni tudja New York-i életvitelüket. Feleségével gyorsabban költötték a pénzt, mint amekkora tempóban azt az író megkereste. Fitzgerald, amilyen éleslátással tudott írni a pénz hatásáról az emberek életére, annyira nem tudta a saját anyagi ügyeit egyenesbe hozni. Belelátott a kor szellemébe, de mivel benne élt, hagyta magát az árral sodortatni.
Ahogyan a legtöbb hivatásos író tette, Fitzgerald bevételét novellák írásával egészítette ki, és regényeit is megpróbálta eladni hollywoodi filmgyártóknak. Később, amikor Zelda elmegyógyászaitól is érkezni kezdtek a számlák, az író már állandó anyagi problémákkal küszködött. Negyedik regénye megírását Zelda súlyosbodó skizofréniája hátráltatta. 1932-ben feleségét kórházba kellett utalni.
Fitzgerald közben írni próbált. Következő könyvében egy Dick Diver nevű fiatal pszichiáter bukását dolgozta fel: Diver beleszeret egy páciensébe, és vesztére feleségül veszi. A kritikusok a könyvet átlátszó önéletrajzi történetnek fogták fel: a szerző problémái feleségével, a dekadens életstílus, az író saját önző magatartása és alkoholizmusa – ez mind benne volt a regényben, melynek Fitzgerald Az éj szelíd trónján (Tender Is the Night) címet adta. A Johns Hopkins nevű kórház pácienseként Zelda pár hónap alatt önéletrajzi regényt írt Save Me the Waltz címmel. A könyv keserű veszekedéseket váltott ki a házaspár között. Scott könyvében ugyanazzal a témával foglalkozott mint felesége, tehát a két regény semlegesítette volna egymást – végül sikerült Zeldát rábeszélnie, hogy helyenként változtasson a szövegén. Ez volt Zelda Fitzgerald első és utolsó nyomtatásban megjelent írása. Az éj szelíd trónján 1934-ben került kiadásra. A könyvet a legtöbb irodalomkritikus csalódottan fogadta – A nagy Gatbsy után valami még jobbat, még nagyobbat vártak. Az akkori olvasóközönség sem lelkesedett a könyvért.
Bár a filmekkel való munkát Fitzgerald degradálónak tartotta, anyagi problémái miatt a harmincas évek második felét Hollywoodban töltötte forgatókönyvek írásával. Míg Zelda elmegyógyintézetekben élte le hátralévő idejét, férje Hollywoodban együtt lakott Sheilah Graham-mal, egy hollywoodi újság pletykarovat vezetőjével. Fitzgerald ötödik (és egyúttal utolsó) könyve, mely egy iparmágnás életéről szól, posztumusz kiadásban jelent meg 1941-ben. A jegyzeteket volt barátja, Edmund Wilson tette rendbe, és segített kiadni Az utolsó cézár (The Last Tycoon) címmel. 1994-ben újra kiadták, de ezúttal eredeti címével, ahogyan a könyvet Fitzgerald először elnevezte: Az utolsó cézár szerelme (The Love of the Last Tycoon).

## Halála és hatása
Az író egyetemista kora óta alkoholista volt, és a húszas évekre alkoholizmusa csak súlyosbodott. Mivel valószínűleg bipoláris zavarban is szenvedett, a narkotikus gyógyszerek túlzott használata is hozzájárult romló egészségi állapotához. Nancy Milford, Zelda életrajzírója szerint Fitzgerald állítása, hogy tüdőbaja is volt, pusztán arra szolgált, hogy takarja vele alkoholizmusát.

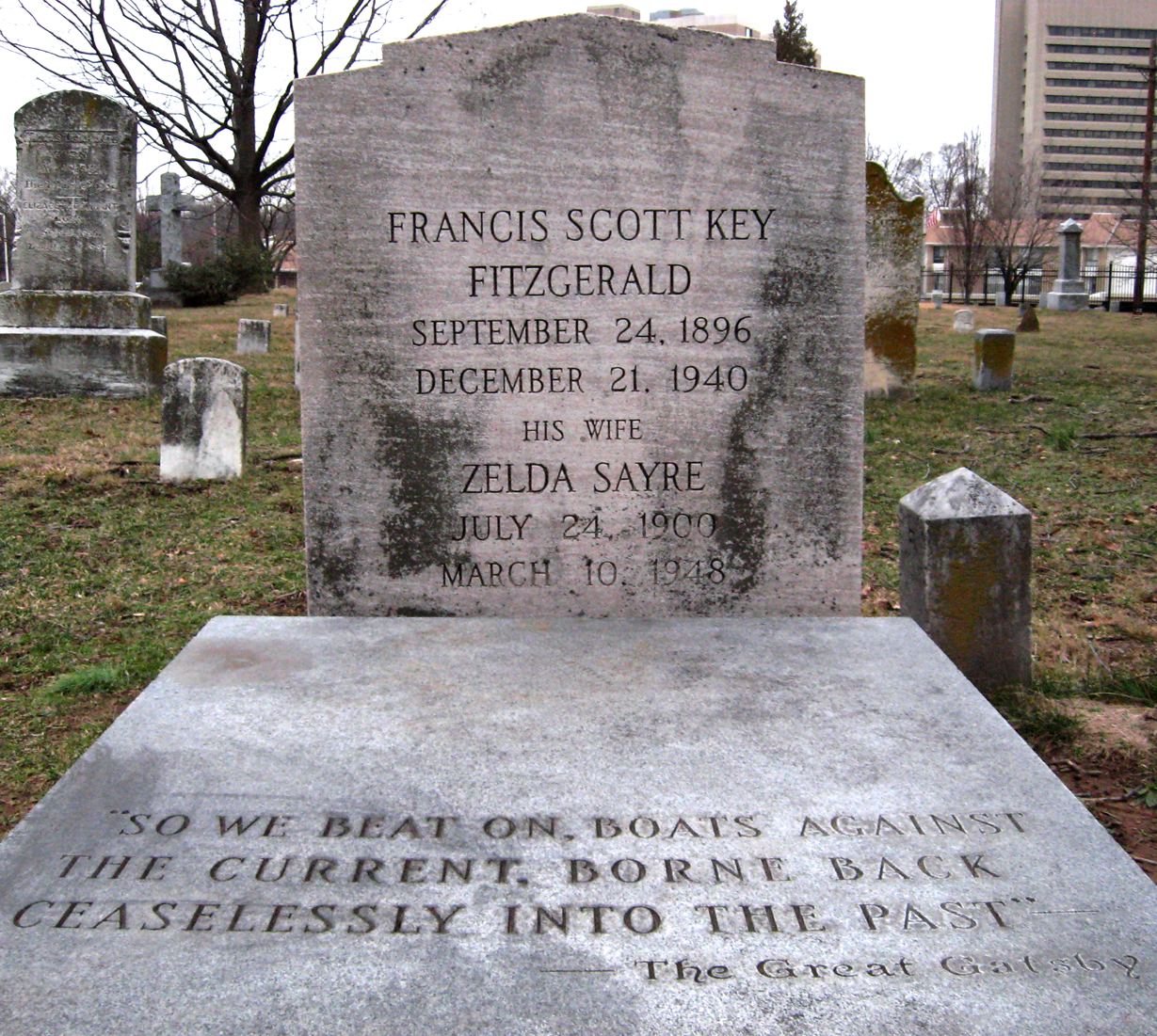
Zelda és Scott sírja Rockville, Marylandben. A kőbevésett szöveg A nagy Gatsby c. regényének befejező mondatát idézi: Így törjük a csapást, hajtjuk hajónkat előre, szemben az árral, hogy a végén mindig a múltba érkezzünk. Más magyar fordításban: Így törünk előre, hajózunk az árral szemben, mely szakadatlanul visszasodor a múltba.

1940 vége felé Fitzgeraldot két szívroham érte. Az első után doktora pihenést ajánlott, a második roham december 20-án éjjel állt be. 21-én, míg barátnőjével, Sheilah Grahammal az orvosra vártak, Fitzgerald összeesett és meghalt. Nyolc évvel később felesége is meghalt a Highland Memorial Hospital nevű elmegyógyintézetben. Az intézet konyhájában tűz ütött ki, és Zelda a kórház kilenc másik páciensével együtt odaveszett. A Fitzgerald házaspár maradványait egy Maryland állambeli katolikus temetőben temették el.
Halála óta Fitzgerald munkája és legendája számos írót inspirált, többek között Michael Chabon, Jay McInerney, Charles Jackson, J. D. Salinger, és Richard Yates írókat. Yates, akinek írásait gyakran hasonlítják Fitzgeraldéhoz, így vélekedett A nagy Gatsby-ről: „A legpenetránsabb regény amit valaha olvastam… csodálatos tehetség… egy írástechnikai győzelem.” A 21. században Fitzgerald reputációja egyre nő. Munkáiból milliókat adtak el. A nagy Gatsby kötelező olvasmány mind a középiskolákban, mind a felsőoktatásban.
2009-ben Fitzgeraldot beiktatták a New Jersey Hall of Fame nevű intézménybe. Az intézmény híres amerikaiak emlékét őrzi.

## Bibliográfia

### Regények
- Az Édentől messze (This Side of Paradise, 1920)
- Szépek és átkozottak (The Beautiful and Damned, 1922)
- A nagy Gatsby (The Great Gatsby, 1925)
- Az éj szelíd trónján (Tender Is the Night, 1934)
- Az utolsó cézár (The Last Tycoon) – eredeti címén: Az utolsó cézár szerelme (The Love of the Last Tycoon). Posztumusz kiadás, 1942

### Novellagyűjtemények
- Flappers and Philosophers (1920)
- Benjamin Button különös élete (1921)
- Tales of the Jazz Age (1922)
- Szomorú fiatalok (All the Sad Young Men, 1926)
- Taps at Reveille (1935)
- Babylon Revisited and Other Stories (1960)
- The Pat Hobby Stories (1962)
- The Basil and Josephine Stories (1973)
- The Short Stories of F. Scott Fitzgerald (1989)
- Meghalnék érted (I’d Die for You, 2017)

### Esszégyűjtemény
- The Crack-Up (1945)

### Színdarab
- The Vegetable, or From President to Postman (1923)

## Magyarul
- Újra Babilonban; ford. Máthé Elek, bev. Sükösd Mihály; Magvető, Bp., 1962 (Világkönyvtár)
- Az ólomkristály és egyéb írások; vál. Valkay Sarolta, Ottlik Géza, ford. Abody Béla et al.; Európa, Bp., 1966
- Emlékek a jazzkorszakról. Levelek és vallomások; szerk., vál., bev., jegyz. Valkay Sarolta, ford. Bányay Geyza et al.; Gondolat, Bp., 1970
- A nagy Gatsby. Regény; ford. Máthé Elek, utószó Sükösd Mihály; Szépirodalmi, Bp., 1971 (Olcsó könyvtár)
- Az éj szelíd trónján. Regény; ford. Osztovits Levente; Európa, Bp., 1972
- Május 1. New Yorkban; ford. B. Nagy László; in: Május 1. New Yorkban. Öt halhatatlan amerikai kisregény; Európa, Bp., 1977
- Szépek és átkozottak; ford. Gieler Gyöngyi; Háttér, Bp., 1993
- Üzenet a dzsesszkorszakból. A nagy Gatsby és más írások; ford. B. Nagy László, Máthé Elek, Árkos Antal; Magyar Hírlap–Maecenas, Bp., 1993 (Havi klasszikusok)
- Az utolsó cézár; ford. Bart István, szerk., előszó Edmund Wilson; Kalligram, Pozsony, 2004
- Az Édentől messze; ford. Bart István; Európa, Bp., 2009
- Saláta, valamint összes egyfelvonásos színműve; ford. Ortutay Péter; Fapadoskonyv.hu, Bp., 2011
- Pat Hobby történetei; ford. Szabó Nóra; Fapadoskonyv.hu, Bp., 2011
- A nagy Gatsby; ford. Bart István; Európa, Bp., 2011
- Eltékozolt évtized. Válogatott novellák; ford. Ortutay Péter; Fapadoskonyv.hu, Bp., 2012
- Hollywoodi történetek; ford. Szabó Nóra; Quattrocento, Bp., 2013
- Benjamin Button különös élete és más történetek; ford. Ortutay Péter; Quattrocento, Bp., 2013
- Meghalnék érted és más elveszett történetek; előszó, jegyz. Anne Margaret Daniel, ford. Dunajcsik Mátyás; Jelenkor, Bp., 2017
- Benjamin Button különös élete / The curious case of Benjamin Button; ford. Bánki Veronika; Kossuth, Bp., 2017 (Angol–magyar kétnyelvű klasszikusok)

## Fordítás
- Ez a szócikk részben vagy egészben  a   F. Scott Fitzgerald című angol Wikipédia-szócikk fordításán alapul.  Az eredeti cikk szerkesztőit annak laptörténete sorolja fel. Ez a jelzés csupán a megfogalmazás eredetét és a szerzői jogokat jelzi, nem szolgál a cikkben szereplő információk forrásmegjelöléseként.